# オルランド・サ
オルランド・カルロス・ブラガ・サ（ポルトガル語: Orlando Carlos Braga Sá, 1988年5月26日 - ）は、ポルトガル・バルセロス出身の元サッカー選手。現役時代のポジションはFW。元ポルトガル代表。

## クラブ経歴

### ブラガ
SCブラガの下部組織でキャリアを始め、2007-08シーズンにトップチームに昇格するが、すぐに3部のSCマリア・ダ・フォンテに貸し出され、6得点でプロ1シーズン目を終えた。
2008-09シーズンにブラガへ復帰したオルランド・サは序盤戦こそ出番がなかったが、2008年11月27日のVfLヴォルフスブルク戦で試合終了間際に途中出場で公式戦初出場を果たすと、2009年1月5日のCFベレネンセス戦で1部初出場を飾った。3月7日のCFエストレラ・アマドーラ戦でも後半から出場すると試合終了5分前に同点ゴールを挙げ、シーズン初得点を記録。2度目の先発出場となった6月1日のヴィトーリア・セトゥーバル戦でシーズン2得点目を決めた。同シーズンの出場状況は、殆どが途中出場ながらもリーグ戦10試合とUEFAカップ4試合に出場した。

### ポルト
2009年6月1日に推定移籍金300万ユーロで昨季王者のFCポルトと契約を締結。同契約には、オルランド・サが次のクラブに移籍した際に移籍金の20%がブラガへ支払われ、さらに20%が第3者に支払われることが付随していた。ポルトではブラガ時代に負った怪我から出番が遅れ、2010年1月2日にタッサ・デ・ポルトガルでのUDオリヴェイレンセ戦でようやく移籍後初出場を果たした。
2011-12シーズンに期限付き移籍で在籍したCDナシオナルでは、怪我によるものから出場機会は限られていた。そのような状況下で2010年8月21日のSLベンフィカ戦で得点を挙げる活躍を見せ、公式戦で6得点を記録した（+U23代表で1得点）。

### フラム
ポルトと契約解除後は、2011年夏の移籍市場最終日に自由移籍でイングランド1部のフラムFCと3年契約を締結。この時点でポルト側は所有権25%を保持していた。9月21日、フットボールリーグカップのチェルシーFC戦（アウェイ0-0, PK戦の末に敗北）で公式戦初出場を果たし、それから3日後のウェスト・ブロムウィッチ・アルビオンFC戦に先発でリーグ戦初出場を飾った。12月31日のノリッジ・シティFC戦で公式戦初得点となる先制点を7分に挙げ、試合後のインタビューでは、加入当初はイングランドサッカーの速度に苦戦したが、フィットネスに取り組み、また英語を向上させたことで適合したと語った。しかし、2012年6月30日に双方合意で契約解除に終わった。

### AELリマソール
2012年7月30日にキプロス1部王者のAELリマソールと3年契約を締結。

### レギア・ワルシャワ
2014年2月14日、エクストラクラサのレギア・ワルシャワに3年半の契約で加入した。

### レディング
2015年6月29日にレディングFCと3年契約を結び、クラブにとってこの夏最初の加入選手となった｡2014年9月11日に行われたイプスウィッチ戦ではハットトリックを達成するなど上々の滑り出しを見せたが、シーズン途中でスティーブ・クラーク監督が解任されると構想外となった。

### マッカビ・テルアビブ
2016年1月26日にイスラエルの強豪であるマッカビ・テルアビブへ移籍。契約期間は3年半。

### スタンダール・リエージュ
2016年8月31日、スタンダール・リエージュへ4年契約で移籍。2018年2月28日に河南建業足球倶楽部へ移籍したが、同年夏にスタンダール・リエージュへ戻った。

### マラガCF
2020年8月13日、マラガCFへ移籍。2021年5月26日、現役引退を表明した。

## 代表経歴
2008年11月18日、U-21代表初出場となったU-21スペインとの親善試合（ホーム4-1勝利）でハットトリックを達成。同試合の3ヵ月後にカルロス・ケイロス監督の下でA代表のフィンランド戦（ホーム1-0勝利）に招集され、ウーゴ・アルメイダに代わり後半から初出場を飾った。

## タイトル
ポルト
- タッサ・デ・ポルトガル : 2007-08

レギア・ワルシャワ
- エクストラクラサ : 2013-14
- プハル・ポルスキ : 2014-15